# Tephrosia capensis
Tephrosia capensis är en ärtväxtart som först beskrevs av Nikolaus Joseph von Jacquin, och fick sitt nu gällande namn av Christiaan Hendrik Persoon. Tephrosia capensis ingår i släktet Tephrosia och familjen ärtväxter. Inga underarter finns listade i Catalogue of Life.